# كريستينا سانتياغو
كريستينا سانتياغو (بالإنجليزية: Christina Santiago)‏  (و. 1981  م) هي ممثلة، وعارضة، وبلاي ميت أمريكية، ولدت في شيكاغو.

## وصلات خارجية
- كريستينا سانتياغو على موقع IMDb (الإنجليزية)
- كريستينا سانتياغو في قاعدة بيانات الأفلام على الإنترنت